# 王様の耳?ロバの耳!
王様の耳？ロバの耳！は、南海放送ラジオで月曜日から木曜日の22:00～24:00に放送されていたラジオ番組である。

## 名称の変革
- アナログRADIOあっとまーく（2004年4月 - 2005年3月）
- あっとまーく2005（2005年4月 - 2005年9月）
- 王様の耳？ロバの耳！（2005年10月 - 2007年3月）

## パーソナリティー

### アナログRADIOあっとまーくのパーソナリティー
- 月曜日
  - 桝形浩人（劇団P.Sみそ汁定食）
  - 藤岡飛鳥（南海放送ディレクター）→橋口裕子（南海放送アナウンサー）
- 火曜日
  - 桝形浩人
  - 藤岡飛鳥
- 水曜日
  - 樋口康一（愛媛大学教授）
  - 田中節子（産業カウンセラー）
- 木曜日
  - 大澤眞知]（悠々列車）
  - ロバート・ミックミラン（悠々列車）

### あっとまーく2005のパーソナリティー
- 月曜日
  - 桝形浩人
  - 田中和彦（南海放送アナウンサー）
- 火曜日
  - 樋口康一
  - 田中節子
- 水曜日
  - 江刺伯洋
  - 柳田さやか
- 木曜日
  - 秋森タイジ（J-POP研究家）
  - 玉井昌子（南海放送ディレクター）

### 王様の耳？ロバの耳！（2005年10月 - 2006年3月）
- 月曜日…夜のワガママ定食
  - 桝形浩人
  - 小原佳代子（南海放送アナウンサー）
- 火曜日…夜のラジオ講座
  - 樋口康一
  - 田中節子
- 水曜日…音楽アーカイブ
  - ララナカヤ
  - 作道泰子
- 木曜日…HISTORY　OF　JAPANESE　POPS～Jポップ・シャッフル～
  - 秋森タイジ
  - 玉井昌子

### 王様の耳？ロバの耳！（2006年4月 - ）
- 月曜日
  - 八木健（元NHKアナウンサー）
  - 小原佳代子
- 火曜日
  - 樋口康一
  - 田中節子
- 水曜日
  - 山下泰則 （南海放送アナウンサー）
  - ママ友近（友近千鶴、吉本興業所属の女性ピン芸人友近の実母）
- 木曜日
  - 秋森タイジ
  - 玉井昌子

## 番組内容
- 月曜日
  - 八木健、小原佳代子

毎週俳句と川柳を投句して八木健さんがその俳句を解説する。
1日の中で一番の俳句、川柳を決めて八木健さんのデザインしたタオルをプレゼント！
- 火曜日
  - 昭和の○○…毎週、「昭和の○○（○○の中にはその日の記念日に合ったテーマが入る）」とテーマを設け、リスナーからメールを募集する。
  - 今週のしりとり…「毎週、最後まで（12:00前）リスナーはこの番組を聴いているのか。」という、パーソナリティーの素朴な疑問から始まったコーナーで、毎週最後に50音のうちの一つを発表し（樋口康一が決定）、次週、リスナーがそのしりとりに答える。しかし、最近は番組の冒頭にしりとりの題を発表する傾向があり、上記のような役割は果たしていない。
  - 教えて、マッキャンベル教授！…マッキャンベル教授こと、愛媛大学教授・樋口康一がリスナーに対して、その日のテーマに合った問題を出題する。景品があるときと、無い時がある。
  - 火曜の歌謡ショウ…樋口康一が、リスナーのリクエストに答えて、カラオケにあわせて、歌を歌うコーナー。
  - 節子の部屋…田中節子がリスナーと電話を通して話すコーナー。「教えて、マッキャンベル教授！」の一番目の正解者が登場する事もしばしばある。テレビ朝日の徹子の部屋をもじっているものと思われる。
  - 樋口教授のモンゴル語講座…モンゴル語の権威である、樋口康一が田中節子やリスナーにモンゴル語を教えるコーナー。
- 水曜日
  - ママ友近サロン

芸人の友近の実の母ママ友近と南海放送アナウンサー山下泰則 
- - リスナーの悩みを占いで解決してくれる「ママ友近のちょっと聞きわよ」とママの行きつけのお店紹介。
- 木曜日
  - 特にコーナーは無い。その週のテーマにあったJ-POPをリスナーから募集したり、秋森タイジがかけたりする。

## 番組終了後の遷移
火曜日の樋口・田中枠は、出演者・スタイルをほぼそのまま踏襲し2007年4月から2008年3月まで、毎週日曜日22:00～23:59(JST)に「プロフェッサー樋口の堀端シャッフル」として、放送時間・タイトルを変更して放送された。2008年4月から2008年9月までは、復活した「青春シャッフル」水曜日枠に移り、毎週水曜日22:00～23:59(JST)に放送された。「青春シャッフル」全曜日の放送終了に伴い、2008年10月からは「～ラジオ症候群～土曜はどーよ?!」として、毎週土曜日21:00～21:59(JST)として放送されている。放送時間が2時間から1時間に短縮されたほか、これまで原則生放送だったものが、原則録音放送（生放送もある）に変更されている。